# Zeidler (Tharandt)

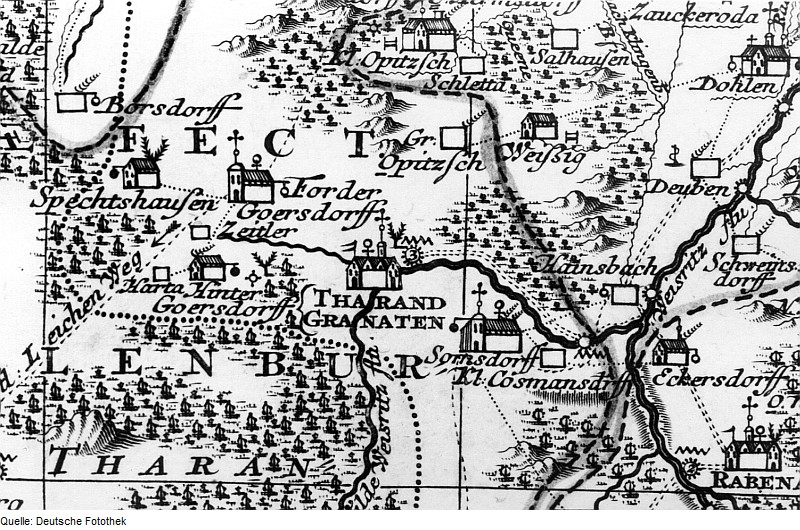
Zeidler (Zeitler) sowie Harta und Hinter Goersdorff auf einer Landkarte im 18. Jh.

Zeidler ist ein Ort, der zur Stadt Tharandt (Landkreis Sächsische Schweiz-Osterzgebirge) gehört. Nach der Kirchenchronik handelte es sich bei den ersten Bewohnern um Zeidler – einst ein Zweig der gewerbsmäßigen Imkerei.

## Lage
Zeidler liegt nordwestlich von Spechtshausen an der Saubachquelle, östlich des Saubaches (Wilde Sau) und ist heute u. a. der Pohrsdorfer Rand mit dem Wohngebiet Glücks Wiese auf der Gemarkung Fördergersdorf in der Ortslage Pohrsdorf.

## Geschichte
Im Jahr 1551 waren 7 besessene Mann und 12 Inwohner dokumentiert, die in Zeidler lebten.
Die ehemals selbstständige Gemeinde wurde 1834 dokumentiert, als Ortsteil von Fördergersdorf und hatte daher auch die gleiche Verwaltungszugehörigkeit, Grundherrschaft und kirchliche Organisation wie Fördergersdorf. Zeidler wurde als Oberdorf von Fördergersdorf bezeichnet. Mit der Eingemeindung Fördergersdorfs nach Kurort Hartha im Jahr 1973 wurde Zeidler dessen Ortsteil. Durch den Zusammenschluss von Kurort Hartha und Pohrsdorf mit Tharandt im Jahr 1999 gehört Zeidler heute zur Stadt Tharandt.